# Christina Watches-Onfone/2013
Deze pagina geeft een overzicht van de Christina Watches-Onfone-wielerploeg in 2013. 

## Algemene gegevens
Algemeen manager: Claus Hembo
Ploegleiders: Bo Hamburger, Henrik Norskov Jensen, Søren Rasmussen
Fietsmerk: Colnago
Budget: niet bekend

## Renners
| Naam                            | Geboortedatum | Nationaliteit | Ploeg 2012                           |
| ------------------------------- | ------------- | ------------- | ------------------------------------ |
| Daniele Aldegheri               | 05-02-1990    | Italië        | Neo                                  |
| Sebastian Balck                 | 09-06-1988    | Zweden        | Team Concordia Forsikring-Himmerland |
| Simon Bigum                     | - -           | Denemarken    | Neo                                  |
| Angelo Furlan                   | 22-07-1977    | Italië        |                                      |
| Marc Hester                     | 28-06-1985    | Denemarken    | Geen                                 |
| Morten Hoberg                   | 08-03-1988    | Denemarken    | Team Concordia Forsikring-Himmerland |
| Jordan Kerby                    | 15-08-1992    | Australië     | Geen                                 |
| Mitchell Lovelock-Fay           | 12-01-1992    | Australië     | Geen                                 |
| Francisco Pacheco (vanaf 01/06) | 27-03-1982    | Spanje        | Geen                                 |
| Martin Pedersen                 | 15-04-1983    | Denemarken    |                                      |
| Michael Rasmussen (tot 31/01)   | 01-06-1974    | Denemarken    |                                      |
| Stefan Schumacher               | 21-07-1981    | Duitsland     |                                      |
| Jimmi Sørensen                  | 07-11-1990    | Denemarken    |                                      |
| Frederik Wilmann                | 17-07-1985    | Noorwegen     |                                      |
| Constantino Zaballa             | 15-05-1978    | Spanje        | Geen                                 |

## Overwinningen
| Australisch kampioen, Beloften Winnaar: Jordan Kerby Ronde van Algerije 1e etappe: Stefan Schumacher Circuit d'Alger Winnaar: Martin Pedersen Ronde van Tipaza 1e etappe: Constantino Zaballa Winnaar: Constantino Zaballa Ronde van Marokko 3e etappe: Morten Hoberg Destination Thy Winnaar: Constantino Zaballa Ronde van Estland 2e etappe: Angelo Furlan Sibiu Cycling Tour 3a-e etappe: Stefan Schumacher (ITT) |

2011 · 2012 · 2013